# Енрике Иглесијас
Енрике Мигел Иглесијас Прејслер (шп. Enrique Miguel Iglesias Preysler; рођен 8. маја 1975. у Мадриду) шпански је певач, који живи и ради у САД.
Иглесијас је продао преко 170 милиона албума широм света, више него иједан други извођач из Шпаније икада.
Његова песма "Can You Hear Me?" била је званична песма Европског првенства у фудбалу 2008. Такође, његових осамнаест нумера нашло се на 1. месту Билборд листе латинских синглова у САД, као и два на енглеском. Његових четрнаест синглова било је на првом месту топ-листи широм света.

## Почеци
Енрике Мигел Иглесијас Прејслер рођен је 8. маја 1975. у Мадриду, Шпанија. Он је треће и најмлађе дете шпанског певача Хулија Иглесијаса и шпанске манекенке филипинских корена Исабел Прејслер. Његова старија сестра Чабели је новинарка, а старији брат Хулио Иглесијас Млађи такође певач. Хулио и Исабел су се развели 1978. године, и Хулио се, због своје музичке каријере, преселио у Мајами, Флорида.
Године 1983, Енрикеов деда др Хулио Иглесијас Пуга је био киднапован од стране терористичке организације ЕТА. Плашећи се за безбедност своје деце, Исабел је послала своју децу да живе с оцем у Мајамију. Једну годину живота провео је са мајком у Београду.
Енрике је матурирао 1993. године и уписао Универзитет у Мајамију, али га је напустио због музичке каријере. Није желео да његов отац зна да се он бави музиком, тако да је у почетку користио име „Енрике Мартинез“. Мартинез је било презиме његовог менаџера Фернана Мартинеза. Такође није желео да му презиме Иглесијас помогне у грађењу своје сопствене каријере, није желео да га свуда прати „син Хулија Иглесијаса“. Потписао је уговор са мањом издавачком кућом "Fonovisa" и отишао у Торонто, Канада, да снима свој први албум.

## Приватни живот
2002. године, Иглесијас је почео да се забавља са руском тенисерком Аном Курњиковом. Њих двоје су се упознали на снимању видео-спота за његову песму "Escape". У том споту, Ана Курњикова глуми девојку у коју је он заљубљен, и на крају спота постају пар. Од тада, њих двоје су у вези. Често се поставља питање да ли су њих двоје у вези, браку, или су растављени. Током 2007. и 2008. године, медији су преносили вести о њиховом раскиду, а сам Иглесијас је рекао да су били венчани, и да су се развели; касније је у интервјуима рекао да је то била само шала, и да су њих двоје и даље заједно. Дана 16. децембра 2017. године пар је добио близанце, а 10. фебруара 2020. су добили треће дете.

## Дискографија
| - 1995: (на шпанском језику) - 1997: (на шпанском) - 1998: (на шпанском) - 1998: (компилација ремиксованих хитова) - 1999: (на енглеском језику) - 1999: (компилација хитова) - 2001: (на енглеском) - 2002: (на шпанском) - 2003: - 2007: - 2008: (компилација хитова) - 2008: (компилација хитова) - 2010: - 2014: - 2021: - 2024: | - 1995: "" - 1996: "" - 1996: "" - 1996: "" - 1996: "" - 1997: "" - 1997: "" - 1997: "" - 1998: "" - 1998: "" - 1999: "" - 1999: "" - 2001: "" - 2002: "" - 2003: "" - 2003: "" - 2007: "" - 2008: "" - 2008: "" | - 1999: "" - 1999: "" - 2000: "Be With You" - 2000: "" - 2000: "Could I Have This Kiss Forever" (са Витни Хјустон) - 2001: "" - 2002: "" - 2002: "" - 2002: "" - 2003: "" - 2003: "" - 2003: "" - 2007: "" - 2007: "" - 2008: "" - 2008: "" - 2008: "Takin' Back My Love" (са Сиаром) - 2012: "" - 2014: 'Bailando' - 2016: "Duele el Corazon" |

## Филмографија
- 2003: Било једном у Мексику
- 2007: Два и по мушкарца (ТВ)